# Real Academia de Bellas Artes de San Fernando
Real Academia de Bellas Artes de San Fernando (RABASF; překl. 'Královská akademie výtvarných umění San Fernando'), která se nachází na Calle de Alcalá v centru Madridu, v současnosti funguje jako muzeum a galerie. Jako veřejnoprávní korporace je integrována spolu s dalšími španělskými královskými akademiemi v Instituto de España.

## Historie
Akademie byla založena královským dekretem v roce 1752. O dvacet let později koupil osvícený panovník Karel III. pro akademii palác v Madridu. Budovu navrhl José Benito de Churriguera pro rodinu Goyenecheů. Král pověřil Diega de Villanuevu, aby budovu přestavěl pro akademické účely, přičemž místo Churriguerova barokního stylu použil styl klasicistní.
Akademie je také sídlem Madridské akademie umění.

## Významní absolventi
Prvním absolventem akademie byla Bárbara María Huevaová. Jedním z ředitelů akademie byl Francisco Goya.
Mezi absolventy patří:
- Felipe Pedrell
- Pablo Picasso
- Kiko Argüello
- Remedios Varová
- Salvador Dalí
- Antonio López García
- Juan Luna
- Fernando Amorsolo
- Oscar de la Renta
- Francesc Daniel Molina i Casamajó
- Ricardo Macarrón[3]
- Alicia Iturriozová[4]
- Fernando Botero[5]
- Melecio Figueroa

## Významní vyučující
- Mariana de Silva-Bazán y Sarmiento (1739–1784), aristokratka, spisovatelka, malířka, překladatelka
- Juan Luis Vassallo, sochař[6]

## Sbírka
Dnes slouží jako muzeum a galerie. Je zde sbírka obrazů z 15. až 20. století. Mezi zastoupenými umělci jsou:
- Hans Mielich
- Giuseppe Arcimboldo
- Giovanni Bellini
- Juan de Juanes
- Antonio Allegri da Correggio
- Luis de Morales
- Marten de Vos
- Marinus van Reymerswaele
- Otto Van Veen
- Leandro Bassano
- Il Cavaliere d'Arpino
- Guido Reni
- Peter Paul Rubens
- Domenichino
- Jan Janssens
- Giovanni Battista Benaschi
- Bartolomeo Cavarozzi
- Daniel Seghers
- José de Ribera
- Andrea Vaccaro
- Jacob Jordaens
- Pieter Boel
- Claudio Coello
- Juan van der Hamen
- Anthonis van Dyck
- Pieter Claesz
- Antonio de Pereda
- Diego Velázquez
- Margherita Caffi
- Juan Carreño de Miranda
- Paul de Vos
- Alonso Cano
- Francisco de Zurbarán
- Bartolomè Esteban Murillo
- Francesco Battaglioli
- Jean Ranc
- Jacopo Amigoni
- Agostino Masucci
- Jean-Honoré Fragonard
- Corrado Giaquinto
- Giandomenico Tiepolo
- Alessandro Magnasco
- Pompeo Batoni
- Antonio Joli
- Luis Paret y Alcázar
- Anton Raphael Mengs
- Francisco Goya
- Giuseppe Pirovani (vzácný Portrét George Washingtona)
- Joaquín Sorolla
- Ignacio Zuloaga
- Juan Gris
- Pablo Serrano
- Fernando Zobel
- Lorenzo Quiros

## Galerie

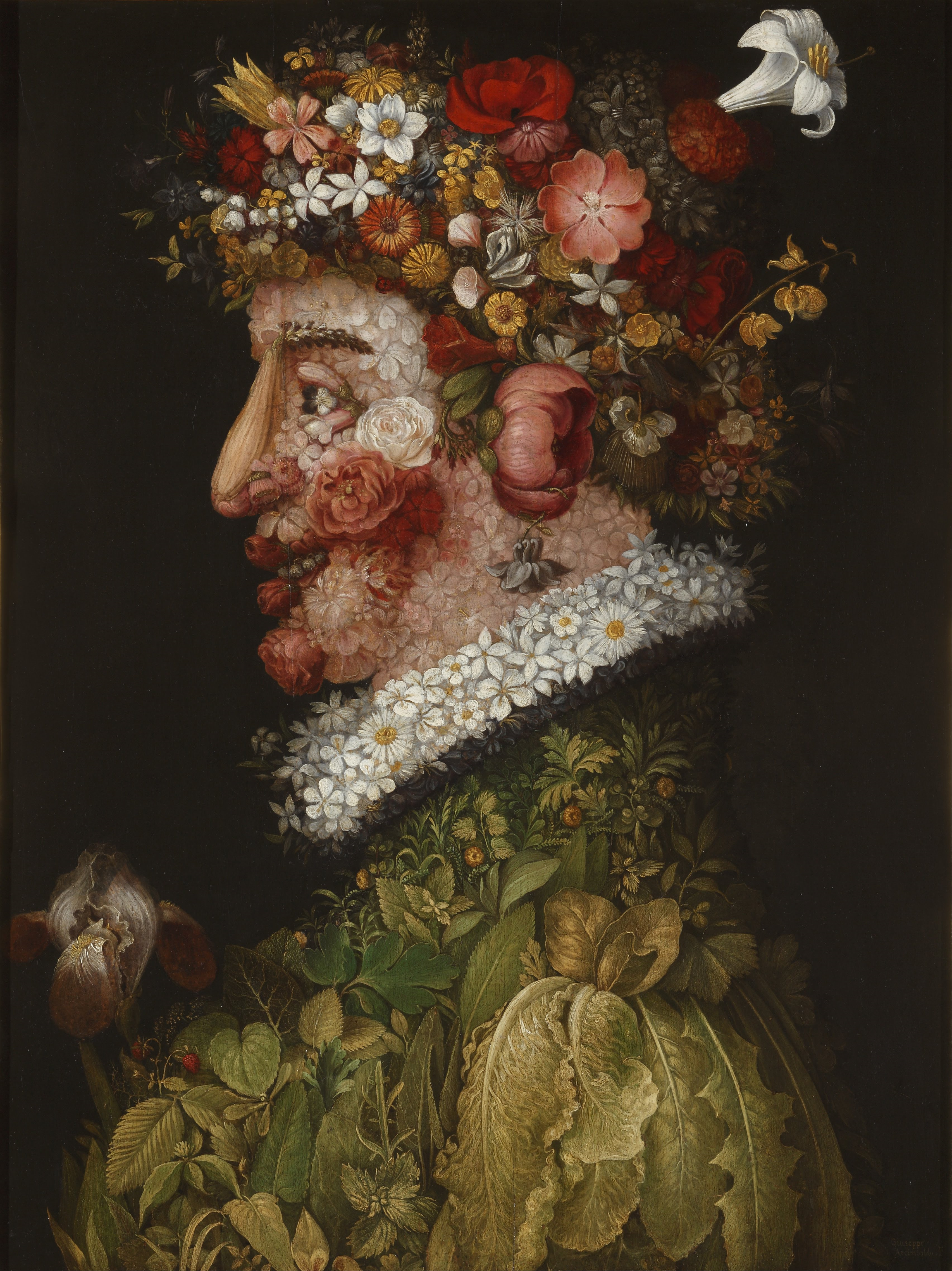
La primavera, Giuseppe Arcimboldo (1563)
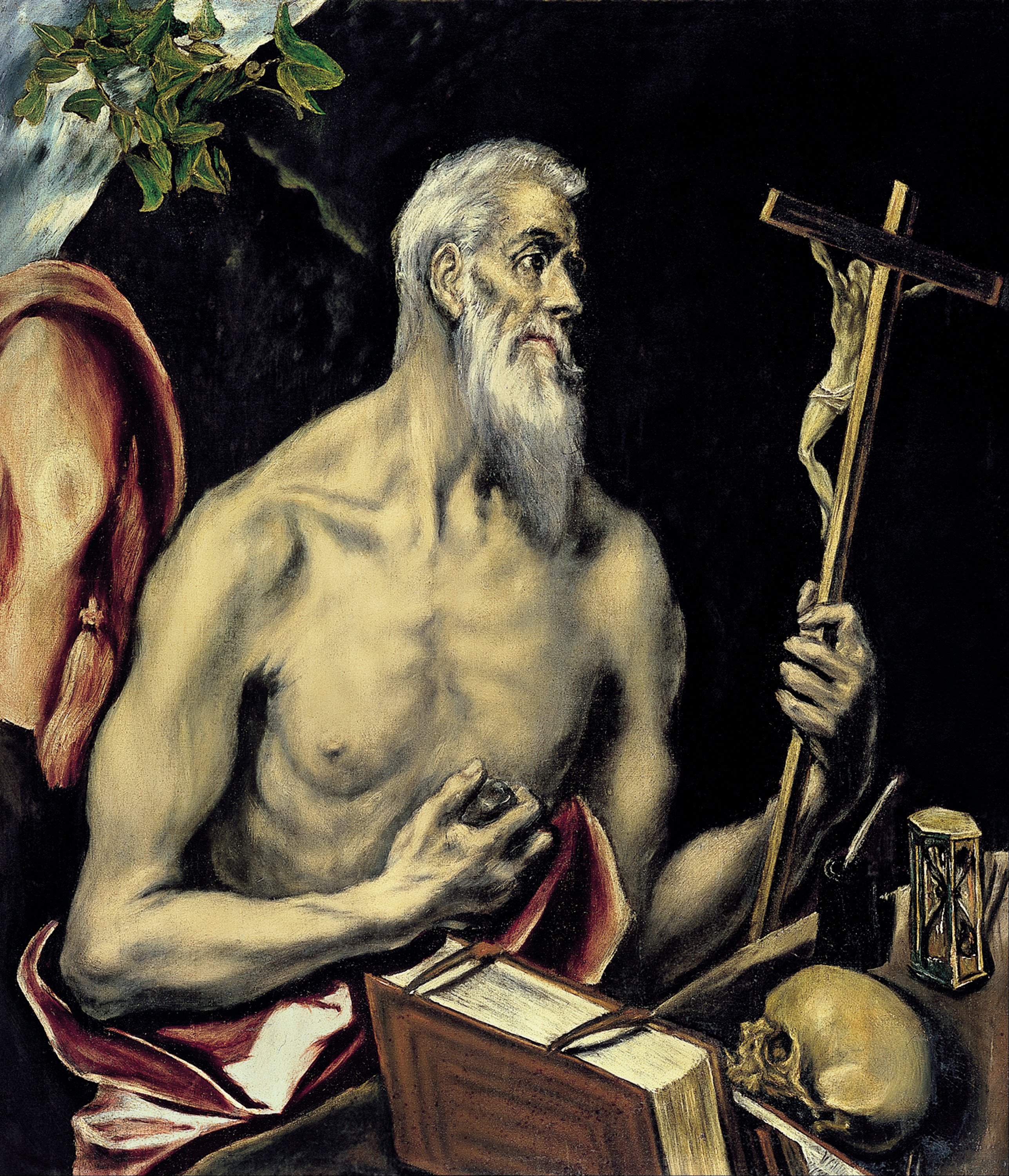
San Jerónimo, El Greco (asi 1605–1610)
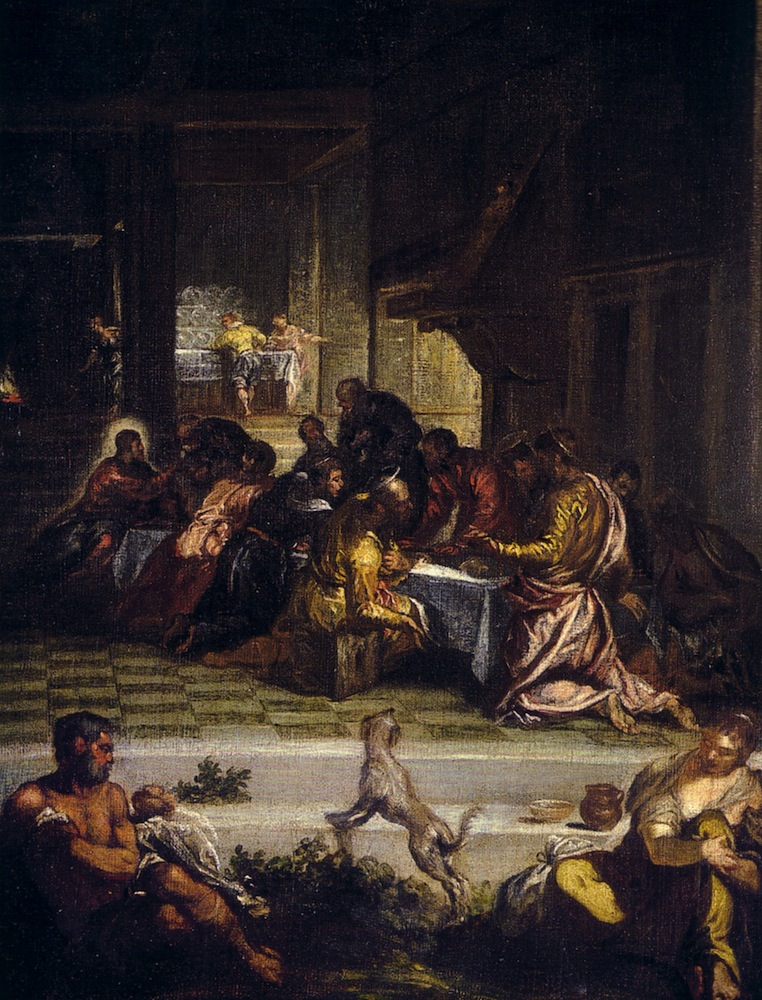
La Última Cena, kopie Tintoretta od Diega Velázqueze (1629?)
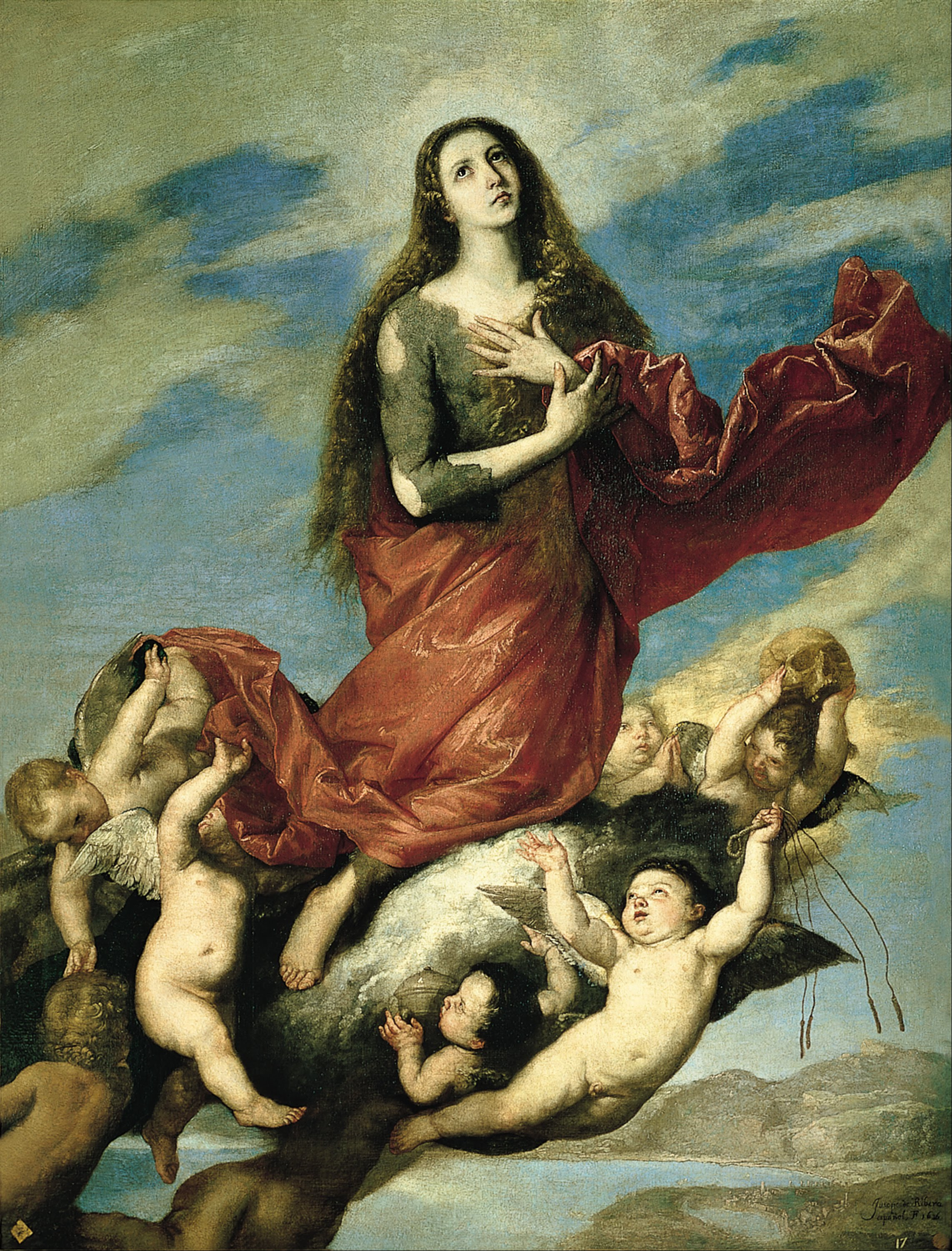
Asunción de la Magdalena, José de Ribera (1636)
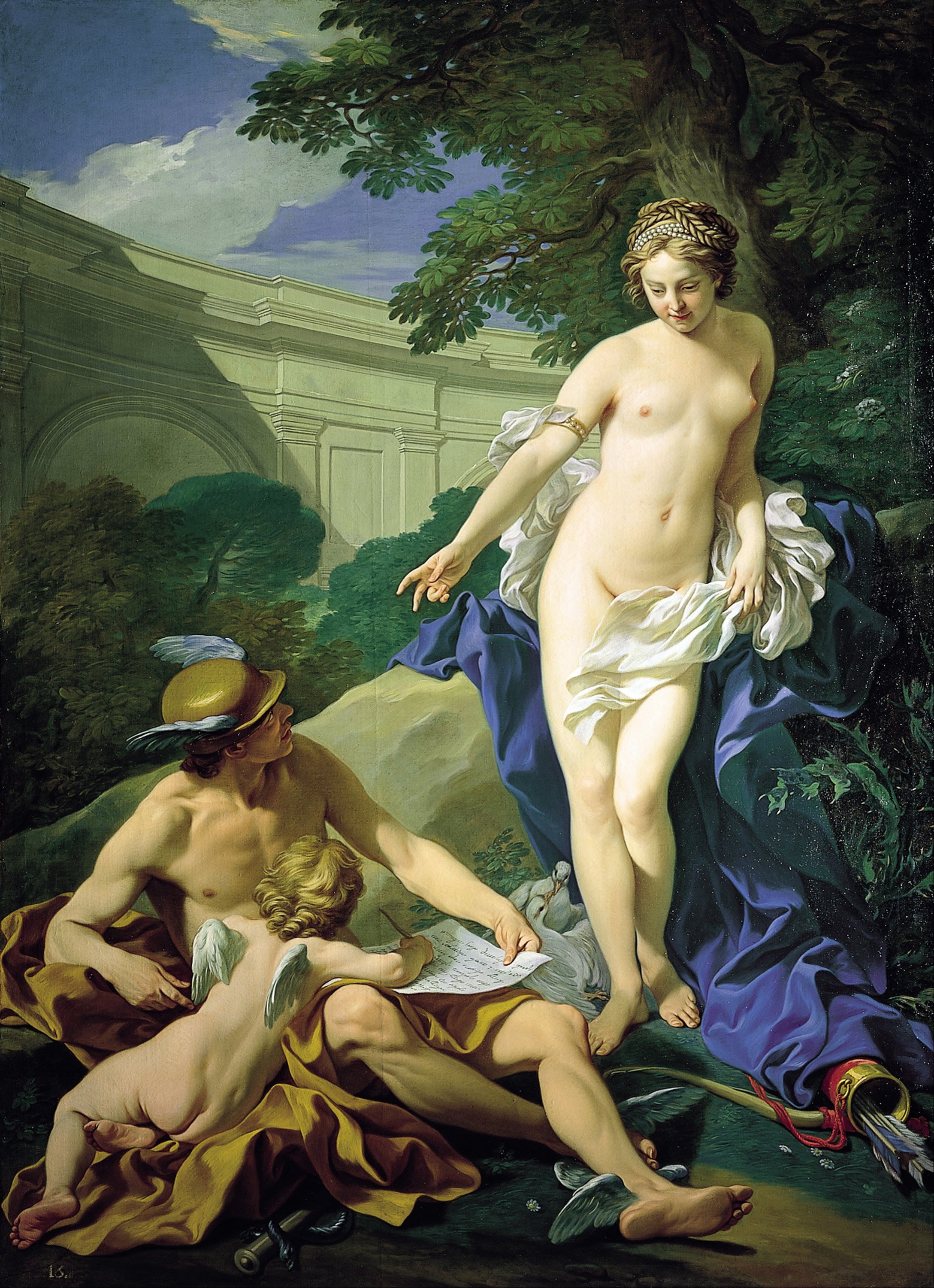
Venus, Mercurio y el Amor, Louis-Michel van Loo (1748)
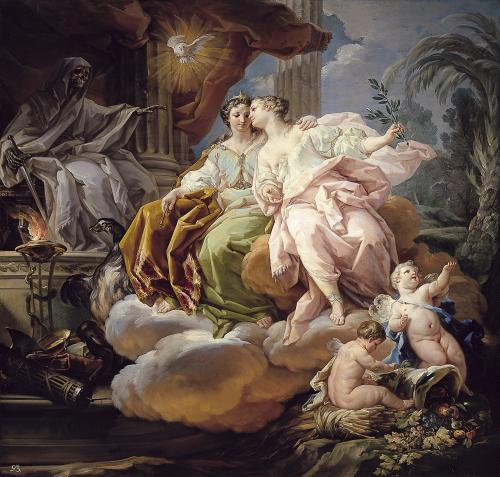
Alegoría de la Paz y la Justicia, Corrado Giaquinto (1754)
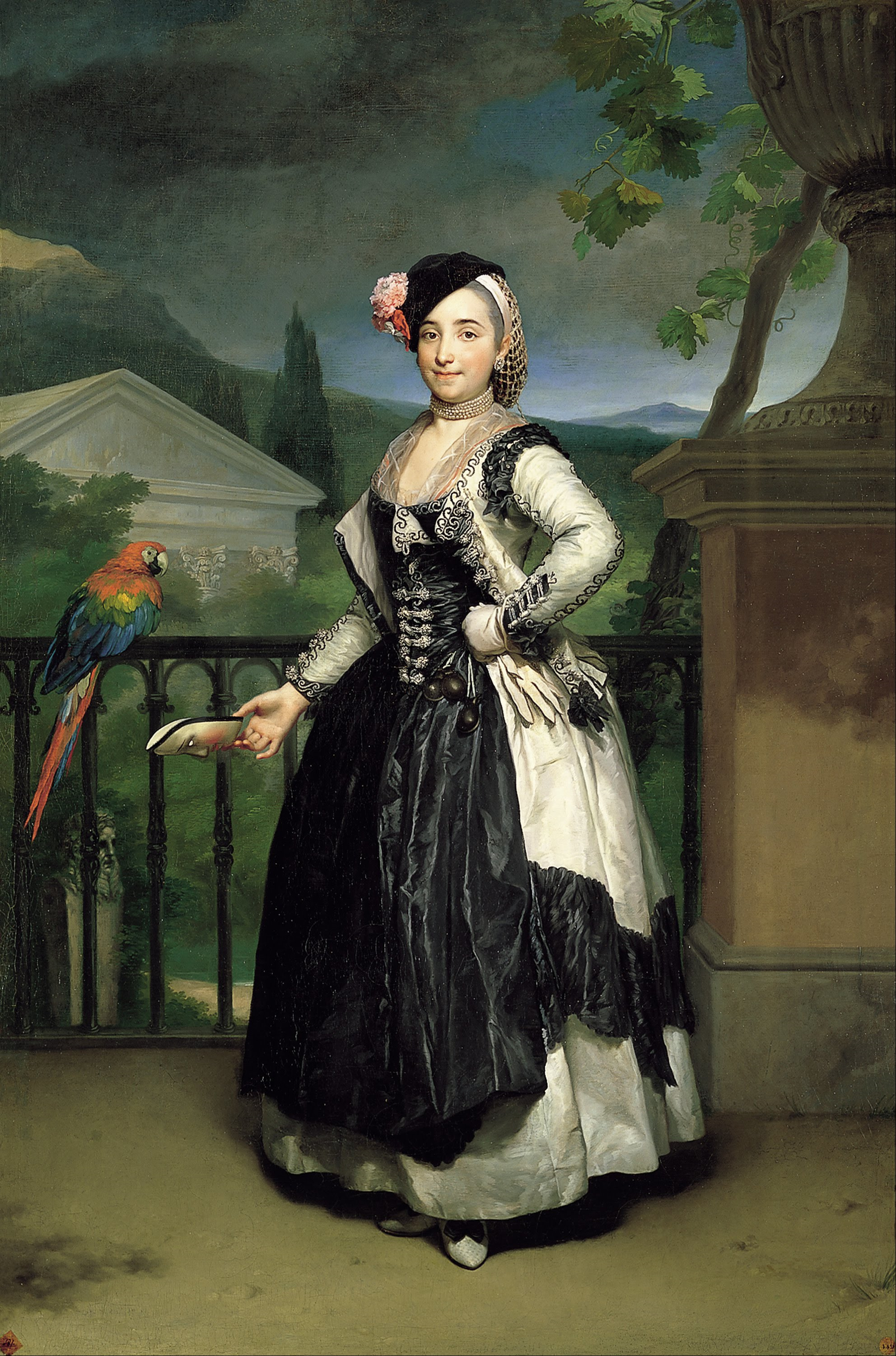
Retrato de la marquesa de Llano, Anton Raphael Mengs (1770)
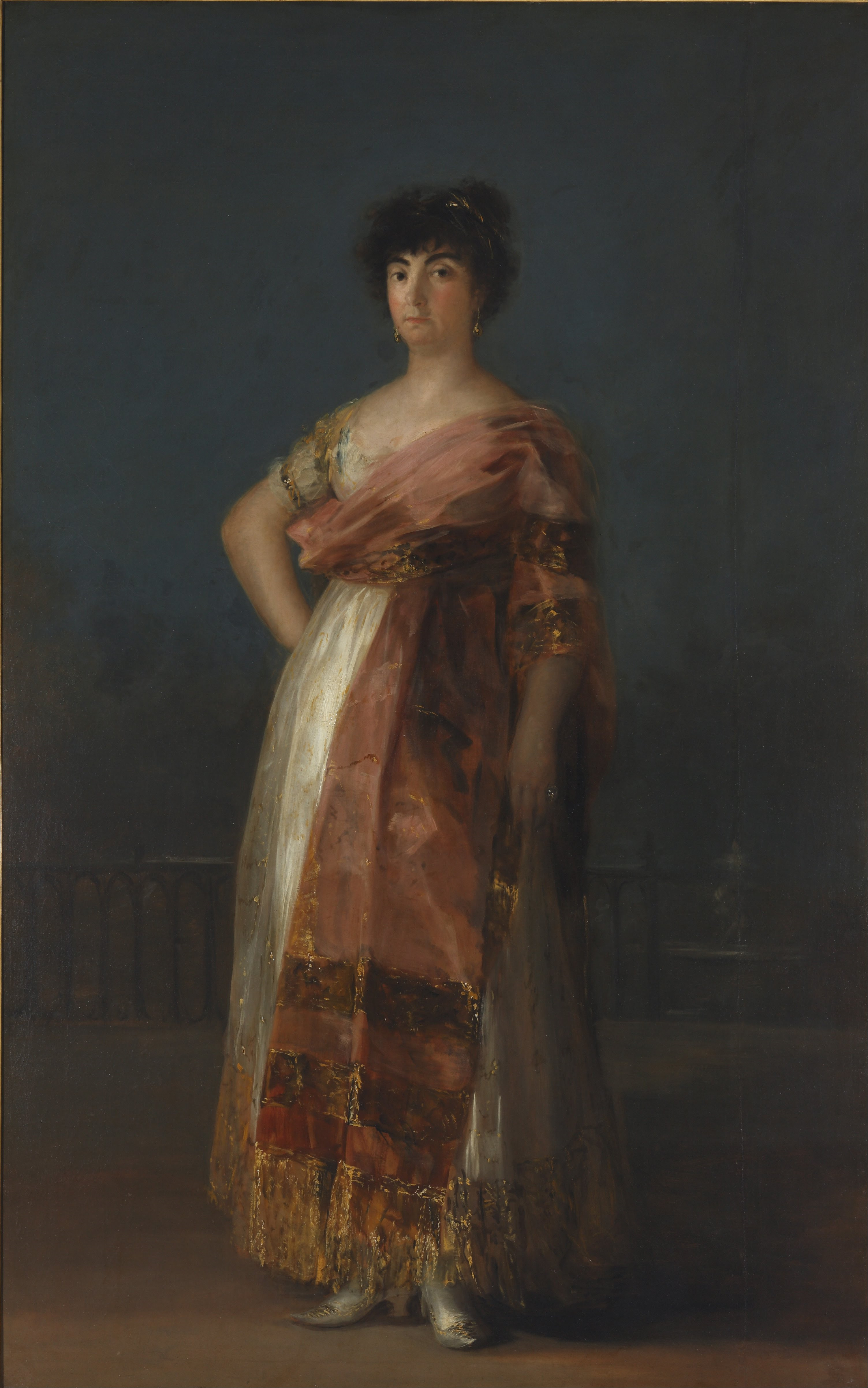
La Tirana, Francisco de Goya (asi 1792)
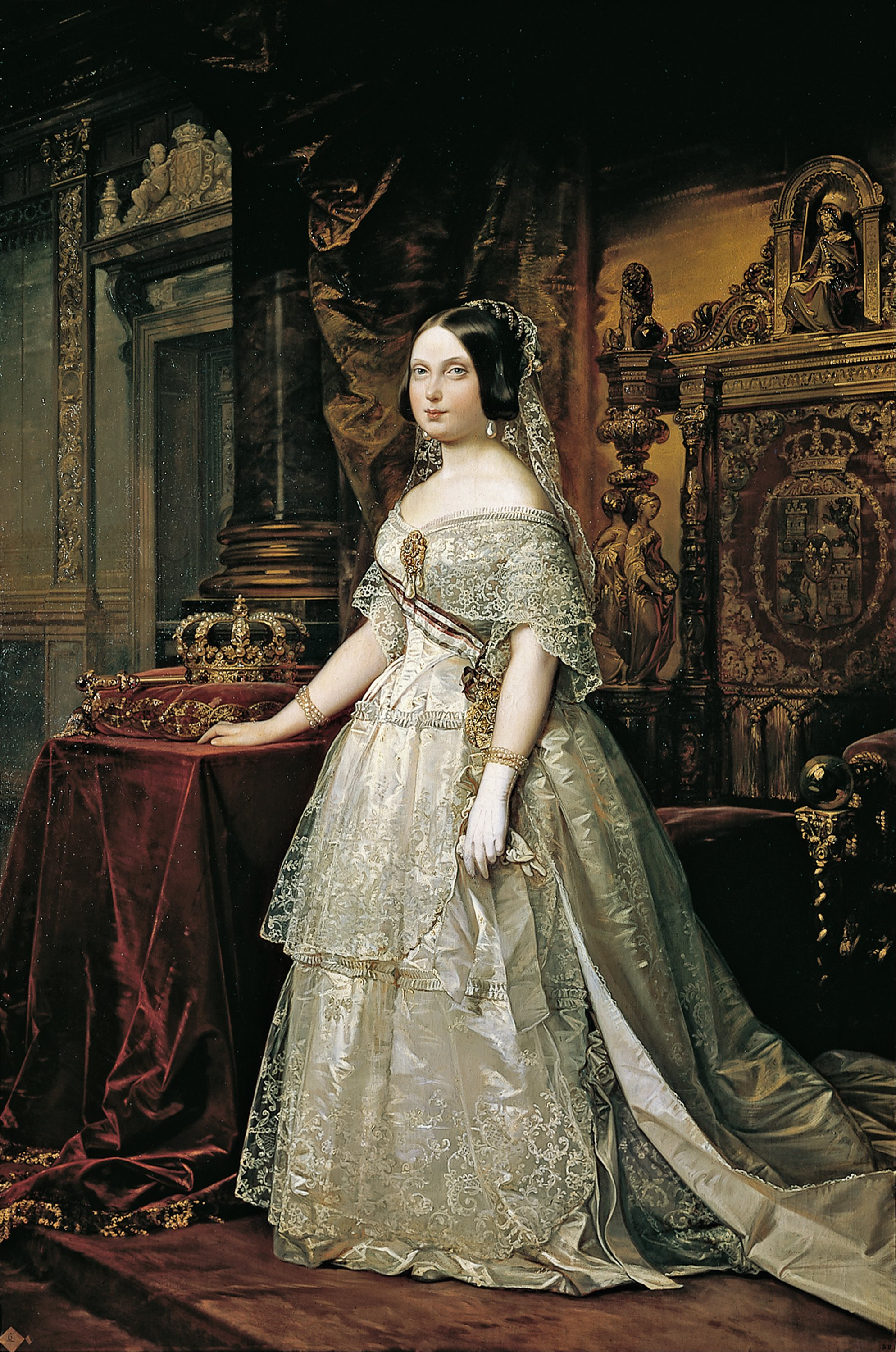
Retrato de Isabel II, Federico de Madrazo y Kuntz (1844)
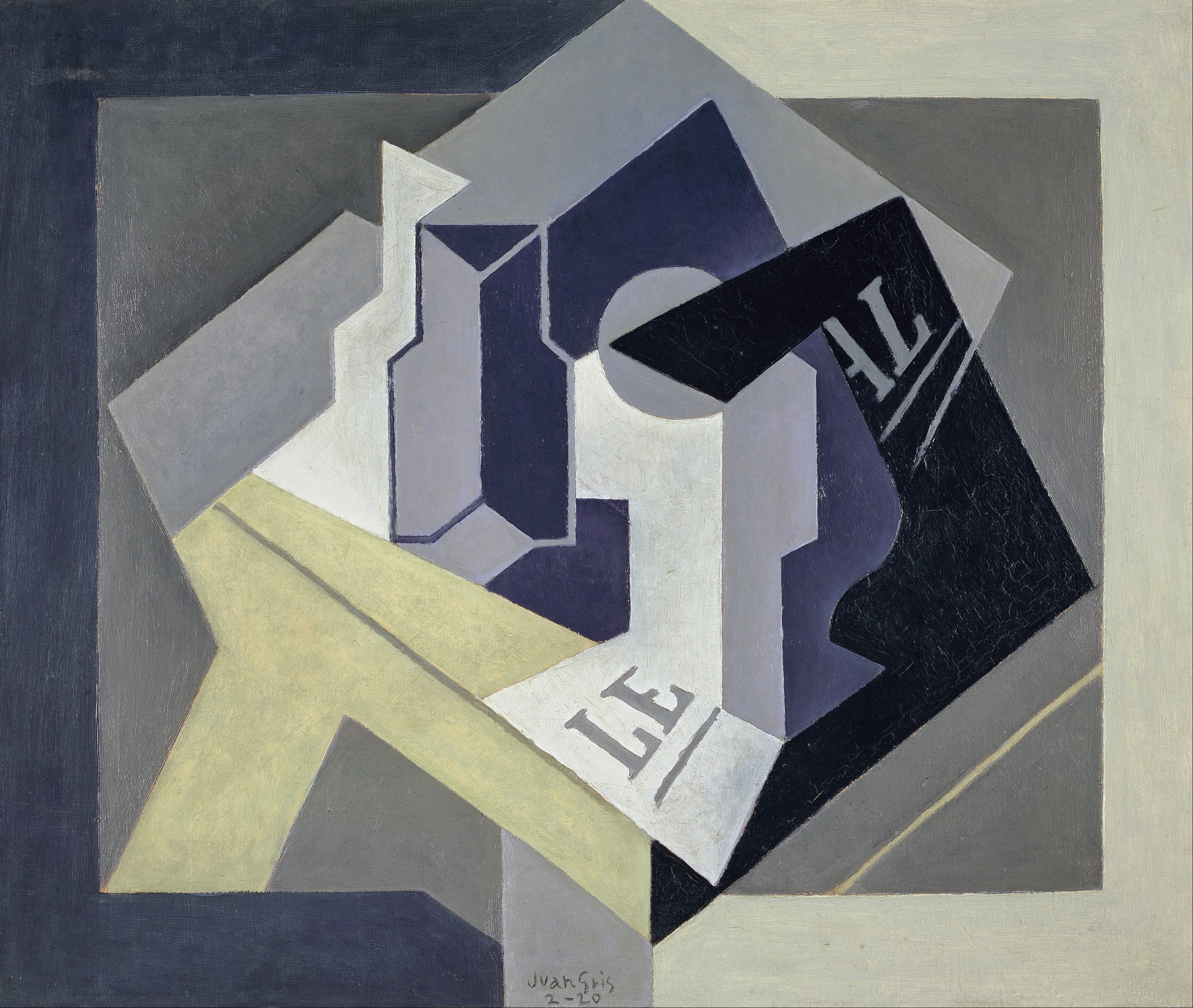
Frutero y periódico, Juan Gris (1920)